# 聶耳
聶 耳（じょう じ、ニエ アル、中国語：聂耳、拼音：Niè Ěr、本名：聶 守信、字は子義（または紫藝）、1912年2月14日 - 1935年7月17日）は、中華民国の作曲家。中華人民共和国の国歌である『義勇軍進行曲』の作曲者として知られている。

## 経歴
1912年、中華民国雲南省昆明県（現：昆明市官渡区）の貧しい漢方医の家庭に生まれる。出身地は雲南省玉渓市である。
1918年に昆明師範大学付属小学校に入学した。この頃から、フルート、二胡、三弦、月琴などの楽器を独学で学び、学校の「児童楽団」の指揮者も務めるようになった。
1922年、私立の秋実小学校高学年に入学し、1925年に雲南省第一聯合中学校に転校した。
1927年、雲南省第一聯合中学校を卒業し、雲南省第一師範学校に入学した。在学中は学生団体「読書クラブ」の活動に参加したり、友人らと「99音楽クラブ」を組織したりして、校内外での公演に度々参加していた。この時期には、独学でバイオリンやピアノも学び始めた。この師範学校時代に共産主義活動に目覚めた。
1930年の夏に雲南省師範学校を卒業した。同時期に反政府活動の学生運動に参加するようになると、当時の中国国民党雲南軍閥政権の眼にとまり逮捕状が出される身となったため、雲南から上海へ向かった。同年7月、上海に到着した聶耳は、昆明に本社を置く雲鋒貿易会社の施設である「雲鋒神荘」で働き、現在の上海市虹口区公平路沿いに住んだ。その後、主に上海を拠点に「採掘の歌」「波止場労働者の歌」など左翼系映画・演劇の楽曲を数多く作曲した。
1931年の春に勤務先である雲鋒神荘が閉鎖された。その後、小商店の見習店員になるも倒産、失業し路頭に迷っていたが、同年4月に黎錦暉が運営する明月歌舞団にヴァイオリニストとして入団した。

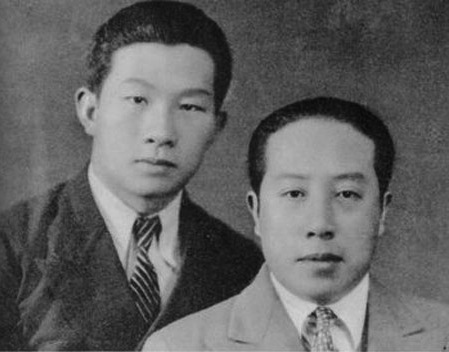
聶耳（左）と田漢（右）、1933年上海で

1933年、劇作家・詩人である田漢の紹介で中国共産党に入党した。周囲の左翼文化人たちが中国国民党当局に次々と拘束され獄死する中、田漢も逮捕された。近日中に聶耳逮捕予定との情報を受けて、1935年4月に日本滞在中の兄を頼って来日した（この来日は一般に「日本への亡命」と説明されることが多いが、最終的には日本を経て欧州かソ連に留学する予定だったともされる）。『義勇軍進行曲』は抗日映画『風雲児女』の主題歌として、田漢が獄中から密かに送った歌詞に合わせ、日本在留中に書き上げたものである。
しかし、聶耳は1935年（昭和10年）7月17日の午後、神奈川県高座郡藤沢町（現・藤沢市）の湘南海岸（鵠沼海岸）にて友人と遊泳中に行方不明になり、翌日水死した状態で発見された。23歳没。日中関係や中台関係が緊張すると、聶耳の最期を「中国国民党または日本政府による謀殺」とする陰謀論が出てくるが、当時捜索に携わった地元の関係者たちは、他の水死体と特に変わった様子はなかったと証言している。聶耳の遺骨は1937年（昭和12年）、聶耳の友人の留学生たちが、出身地の昆明市に持ち帰り、西山美人峰に埋葬された。

## エピソード
- 聶耳の死後、『義勇軍進行曲』は1949年9月27日、中国人民政治協商会議第1回全体会議で、中華人民共和国の暫定国歌として決議された。（その後の『義勇軍進行曲』の国歌としての扱いの変遷は「義勇軍進行曲」の項を参照）

## 聶耳記念広場
神奈川県藤沢市の湘南海岸公園の東端に聶耳記念広場がある。ここには前途有為の青年音楽家である聶耳の遭難を悼む藤沢市民により聶耳記念碑が建てられている。聶耳記念碑の保存活動は藤沢市と聶耳記念碑保存会が中心となっており、毎年7月17日の聶耳の命日に合わせて碑前祭を開催している。碑前祭には駐日本国中華人民共和国大使館からも公使など多くの館員が参加している。また、藤沢市消防音楽隊により義勇軍進行曲が演奏されている。
- 聶耳記念碑は「義勇軍進行曲」が中華人民共和国の国歌となった翌年の1950年（昭和25年）11月には、「聶耳記念の夕べ」が藤沢市で挙行され、『義勇軍進行曲』が初めて日本で歌われた。その翌年の1951年には、藤沢市に日中友好協会を設立するための準備会議が招集され、そこで日本共産党活動家の福本和夫が聶耳の記念碑を建てようと提案した[3]。聶耳氏記念碑建設会(会長 金子小一郎藤沢市長)により山口文象デザインの耳の字をかたどった記念碑と秋田雨雀撰、豊道春海筆の碑文が建てられ、1954年（昭和29年）11月1日に、李徳全（中国紅十字会代表）を迎えて除幕式が行われた。
- この碑は1958年（昭和33年）の台風22号（狩野川台風）の波浪により煉瓦の土台から流されてしまったため、元の位置より国道側の松林の中にしばらく設置されていた。1965年（昭和40年）に聶耳記念碑保存会(会長 山口倉吉、事務局長 葉山峻)が中心となって記念碑再建のための募金活動を開始し、社会福祉協議会や町内会をはじめ横浜華僑総会などからも多大の寄付金が寄せられ、400万円以上の資金を集めることができた。1965年（昭和40年）9月18日、金子小一郎藤沢市長、山口倉吉市議会議長、孫平化東京弁事処首席代表、廖承志中日友好協会会長らも参列し、再建除幕式が行われた。 このとき郭沫若の揮毫による「聶耳終焉之地」の碑も建てられた。
- さらに1986年（昭和61年）に「没後50周年記念事業」として聶耳記念広場が整備され、菅沼五郎によるレリーフと藤沢市長葉山峻の解説碑が建てられた。
- 2010年（平成22年）12月11日、聶耳記念広場に聶耳の生涯や功績を中国語で刻んだ石碑が完成した。駐日本国中華人民共和国大使館の職員ら関係者を招いて除幕式が行われた。
- なお藤沢市と昆明市は、聶耳の生没地の縁で、1981年（昭和56年）に友好都市提携を結んでおり、葉山峻市長(当時)は「中華人民共和国昆明市名誉市民」になっている。

写真集

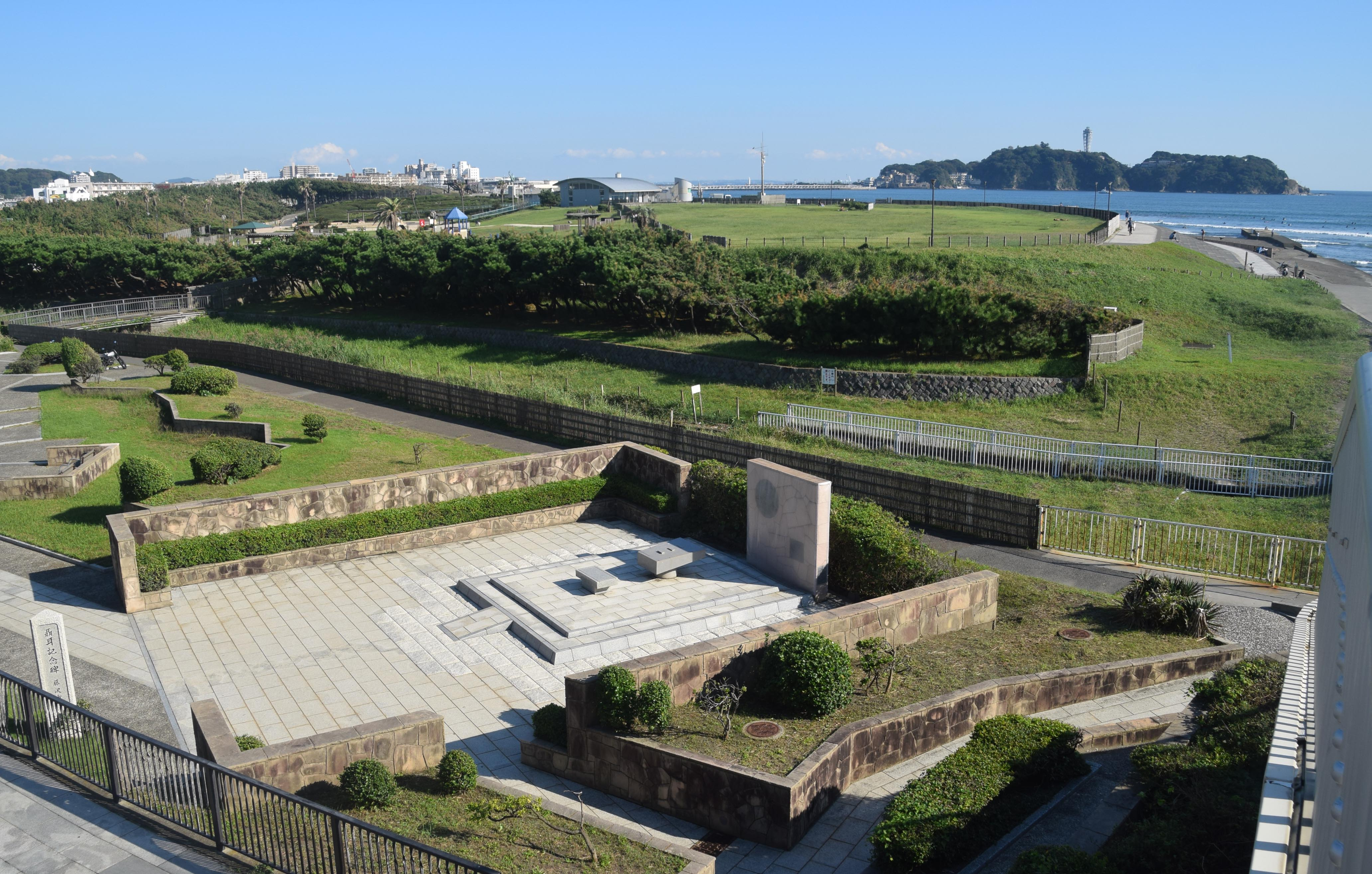
湘南海岸公園の聶耳記念広場（後方は江の島）
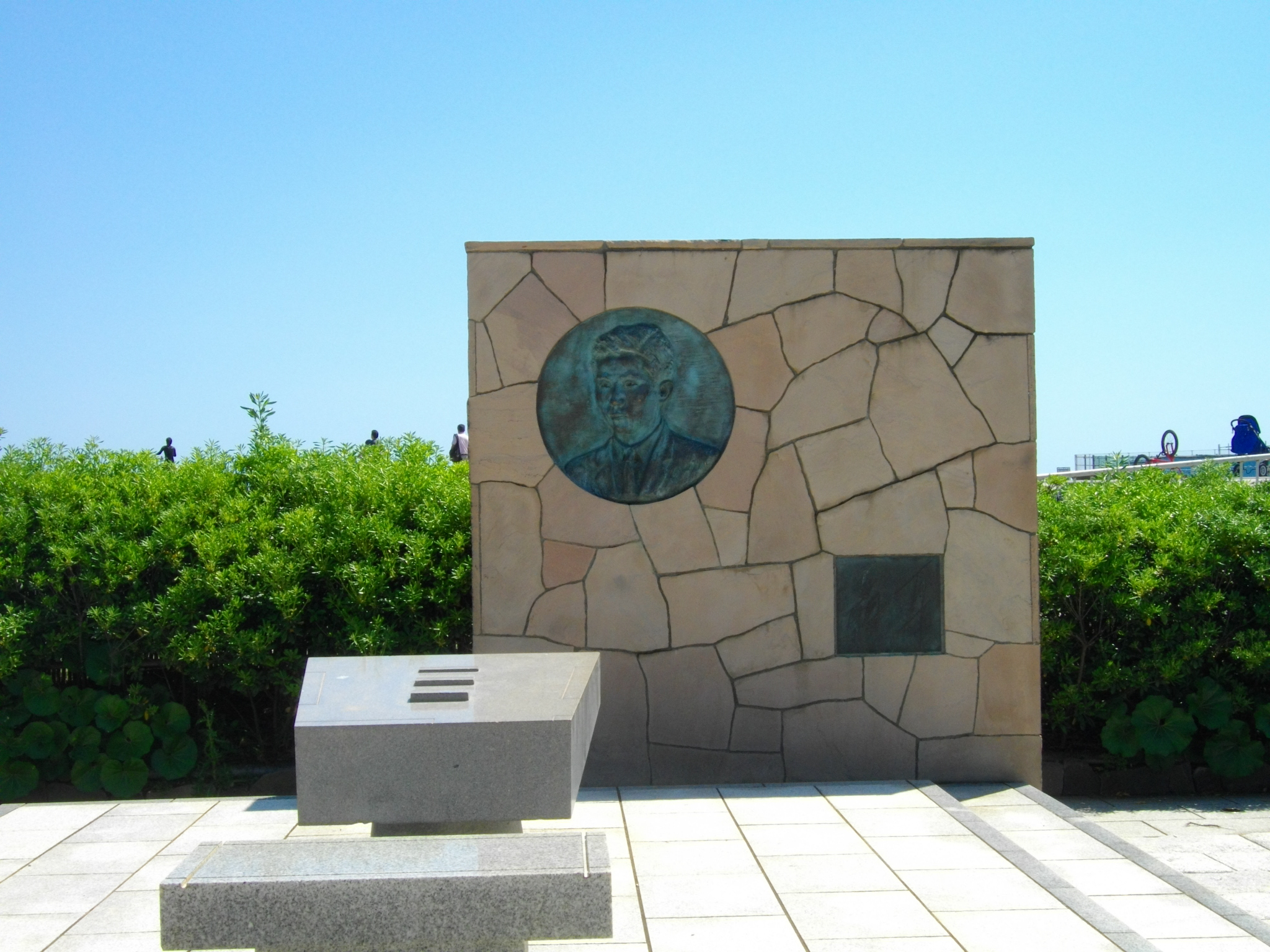
聶耳記念広場にある聶耳記念碑
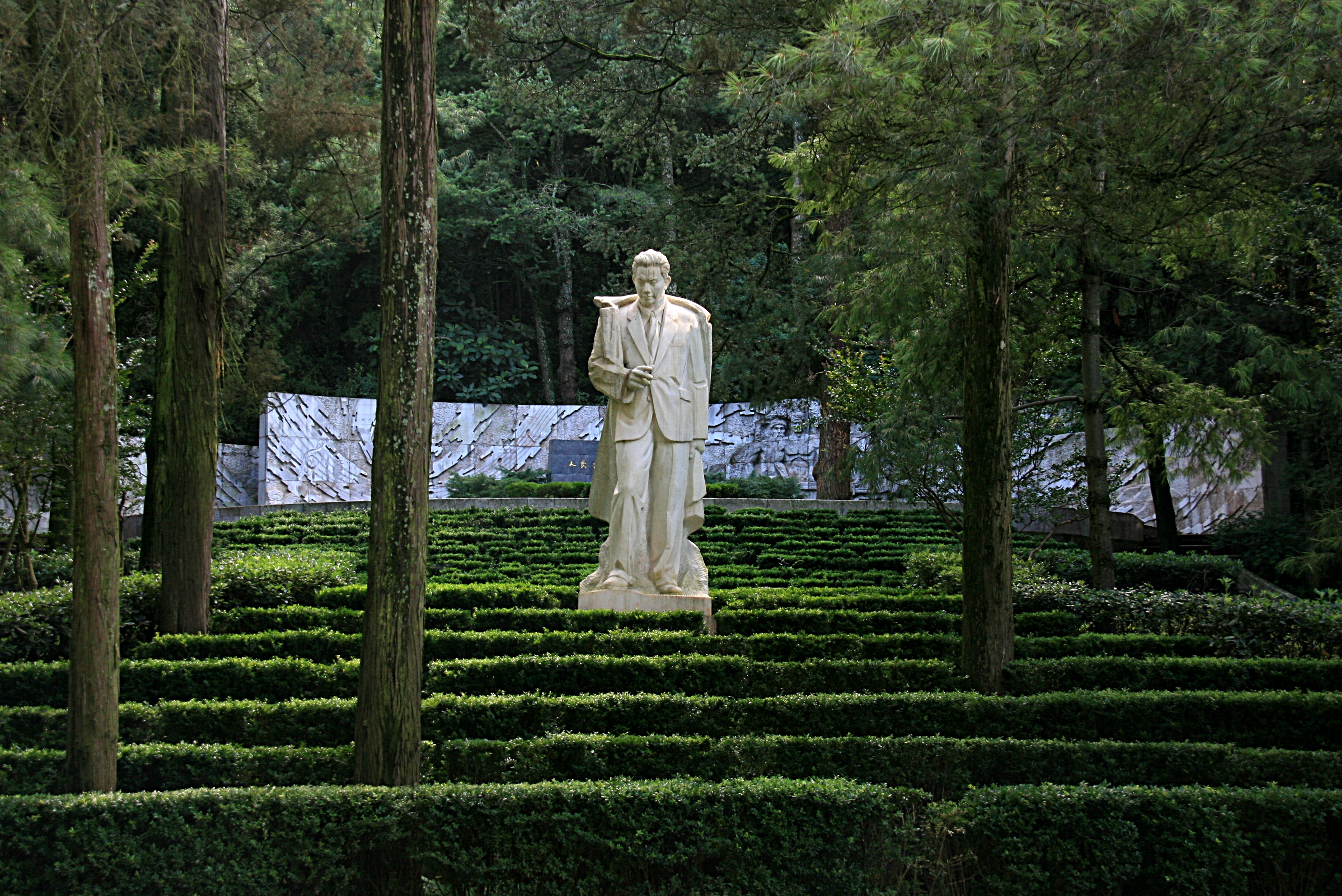
中華人民共和国昆明市の滇池西側の西山森林公園にある聶耳墓地（聶耳墓）
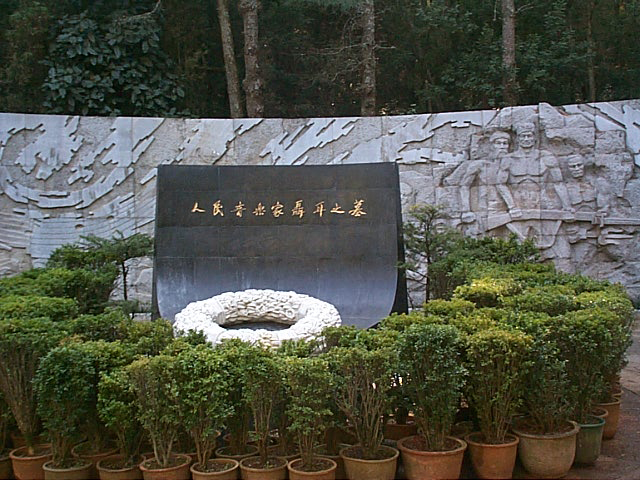
聶耳の墓